# Pfarrhaus (Puchheim)

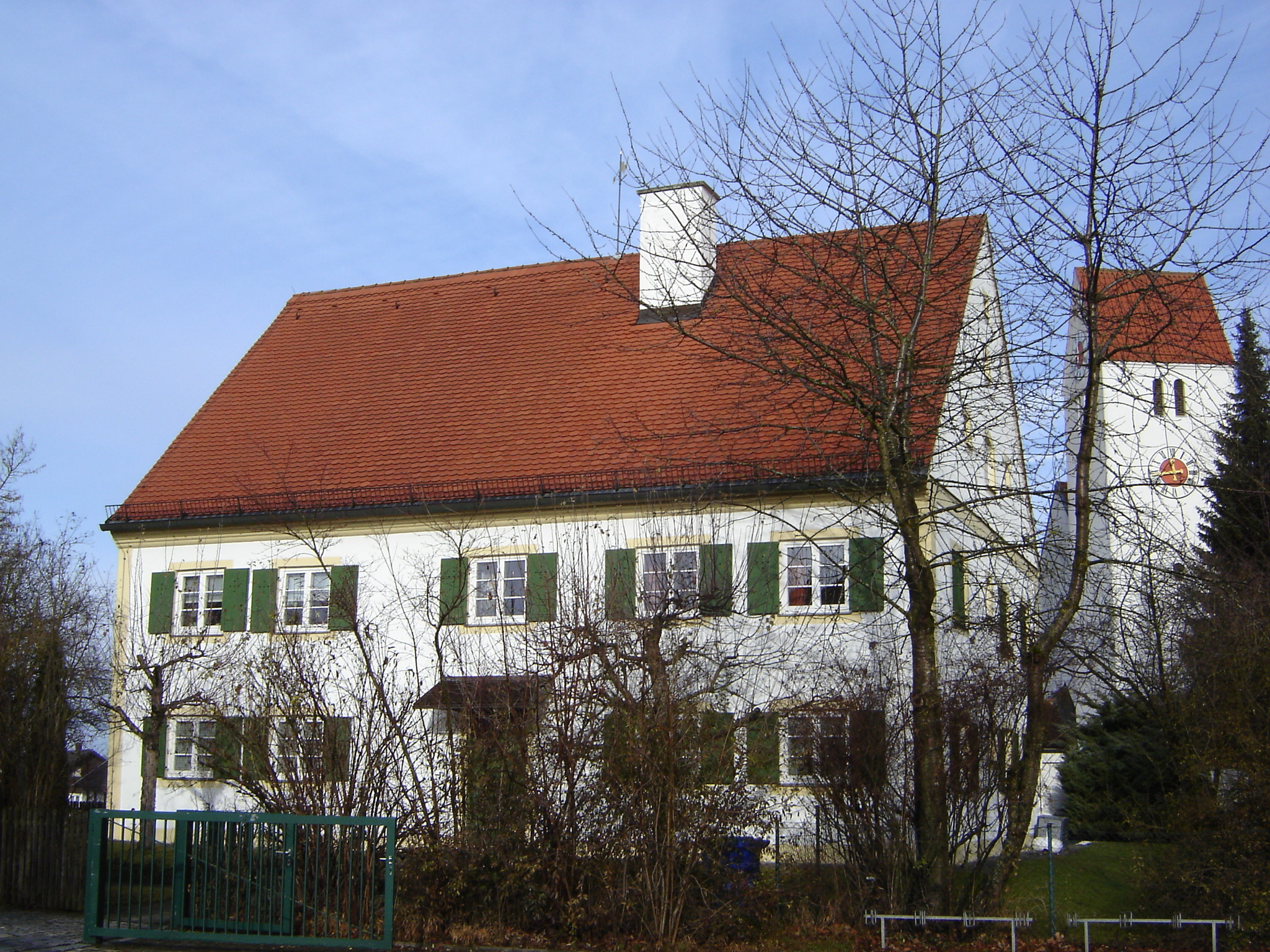
Pfarrhaus in Puchheim

Das katholische Pfarrhaus in Puchheim, einer Stadt im oberbayerischen Landkreis Fürstenfeldbruck, wurde um 1900 errichtet. Das Pfarrhaus an der Dorfstraße 4, neben der Pfarrkirche Mariä Himmelfahrt, ist ein geschütztes Baudenkmal.
Der zweigeschossige Satteldachbau mit Putzgliederung besitzt fünf zu drei Fensterachsen.